# Архівні дослідження
Архівне дослідження — це вид дослідження, який включає пошук та вилучення свідоцтв з архівних записів. Ці записи можуть зберігатися або в установах, що збирають, таких як бібліотеки та музеї, або на зберіганні організації (це може бути державний орган, бізнес, сім'я або інша установа), які спочатку створювали або накопичували їх, або в архіві наступника.
Архівне дослідження можна порівняти з вторинним дослідженням (що проводиться в бібліотеці або онлайн), яке включає виявлення та звернення до вторинних джерел, що стосуються теми запиту; та з іншими типами первинних досліджень та емпіричних досліджень, таких як польові дослідження та експеримент.

## Історія архівних організацій
Найстаріші архіви існують сотні років. Наприклад, Секретні архіви Ватикану були створені в 17 столітті нашої ери і містять державні папери, папські бухгалтерські книги та папське листування, що відноситься до 8 століття. Більшість архівів, які все ще існують, не претендують на колекції, що сягають архівів Ватикану. Національний архів у Франції був заснований у 1790 році під час Французької революції та має фонди, датовані 625 роком нашої ери, та інші європейські архіви мають аналогічне походження.
Архіви в сучасному світі, хоч і належать до пізнішого часу, можуть також містити матеріали, що відносяться до кількох століть, наприклад, Національне управління архівів та документації США було створено в 1934 році. NARA містить записи та колекції, що відносяться до заснування Сполучених Штатів у 18 столітті. Серед зібрань NARA — Декларація незалежності, Конституція Сполучених Штатів та оригінал Великої хартії вольностей. Британський національний архів (TNA) веде свою історію з моменту створення Державного архіву в 1838 році, тоді як інші державні та національні органи також були створені наприкінці 19-го та на початку 20-го століть.
Університети — ще один майданчик для зберігання архівних фондів та колекцій рукописів. У більшості університетів є архівні фонди, де ведеться хроніка університетської діяльності. У деяких університетах також є архіви чи колекції рукописів, присвячені тому чи іншому аспекту культури держави чи країни, де розташований університет. Школи та релігійні установи, а також краєзнавчі та історичні колекції, музеї та дослідні інститути можуть мати архіви.
Причина виділення широти та глибини архівів полягає в тому, щоб дати деяке уявлення про труднощі, з якими стикаються дослідники архівів. У деяких із цих архівів зберігається величезна кількість записів. Наприклад, Секретний архів Ватикану налічує понад 52 милі архівних стелажів. В даний час все більше архівів приймає цифрові передачі, що також може створювати проблеми для відображення та доступу.

## Методологія архівних досліджень
Архівні дослідження лежать в основі більшості академічних та інших форм оригінальних історичних досліджень; але вони часто також проводяться (у поєднанні з паралельними дослідницькими методологіями) в інших дисциплінах у рамках гуманітарних та соціальних наук, включаючи літературні дослідження, риторика, археологія, соціологія, географія людини, антропологія, психологія та організаційні дослідження.
Це також може бути важливим в інших неакадемічних дослідженнях, таких як відстеження рідних сімей усиновленими та кримінальні розслідування. Дані, що зберігаються в архівних установах, також використовуються у наукових дослідженнях та при встановленні цивільних прав.
Крім дисципліни, вид дослідження методологія, що використовується в архівному дослідженні, може змінюватись в залежності від його організації та матеріалів. Наприклад, в архівах з великою кількістю необроблених матеріалів дослідник може вважати корисними консультації безпосередньо з персоналом архіву, який має чітке уявлення про колекції та їх організації, оскільки вони можуть бути джерелом інформації про необроблені матеріали або пов'язані матеріали в інших архівах і репозиторіях. Коли архів не повністю орієнтований на якусь одну дисципліну або не має відношення до якоїсь однієї дисципліни, дослідники, наприклад фахівці з генеалогії, можуть покладатися на формальні або неформальні мережі для підтримки досліджень шляхом обміну інформацією про організацію та колекції конкретних архівів з кожним з них та ін.

## Проведення досліджень в архіві
Архівні дослідження, як правило, складніші і вимагають багато часу, ніж вторинні дослідження, і створюють проблеми при виявленні, пошуку та інтерпретації відповідних документів. Хоча архіви мають схожі функції та показники, вони також можуть значно відрізнятися.
У той час як архіви, що фінансуються державою, можуть мати мандати, що вимагають, щоб вони були якомога доступнішими, інші види, такі як корпоративні, релігійні або приватні архіви, матимуть різний ступінь доступу та можливості виявлення. Деякі матеріали можуть бути обмежені іншими способами, наприклад, які містять конфіденційну або секретну інформацію, неопубліковані роботи або накладаються угодами з жертводавцем матеріалів. Більше того, архівні записи часто є унікальними, і дослідник повинен бути готовий подорожувати, щоб дістатися до них. Навіть коли матеріали доступні у цифрових форматах, на них можуть бути обмеження, що забороняють доступ до них за межами сайту.

## Пошук архівних колекцій
До онлайн-пошуку об'єднані каталоги були важливим інструментом для пошуку матеріалів у бібліотеках та архівах. У Сполучених Штатах Національний зведений каталог та Національний зведений каталог колекцій рукописів використовувалися дослідниками для пошуку архівів, хоча більшість його інформації з того часу було перенесено до онлайн-систем.
Дедалі більше архівних установ можна знайти за допомогою онлайн-пошуку. Крім того, такі портали, як Europeana, Цифрова публічна бібліотека Америки та Trove Національної бібліотеки Австралії, надають посилання на інститути-членів.
У Великобританії JISC розміщує ArchivesHub, а ArchiveGrid OCLC забезпечує міжнародний портал для переважно бібліотечних установ, які використовують MARC як інструмент каталогізації своїх фондів. Асоціація канадських архівістів (ACA) у партнерстві з компанією-розробником програмного забезпечення Artefactual створила ArchivesCanada, а Австралійське товариство архівістів — використовували те саме програмне забезпечення для свого Каталогу архівів в Австралії. Для полегшення пошуку та відкриття доступні багато інших інструментів онлайн-пошуку, у тому числі Регістр розташування англійських літературних рукописів та листів, Янус довідник з архівних матеріалів в установах Кембриджу, Великобританія, та CARTOMAC: Archives littéraires d'Afrique.
Якщо архіви не можуть бути знайдені за допомогою онлайн-пошуку або публічно перерахованої колекції, дослідник, можливо, доведеться відстежити його існування за допомогою інших засобів, наприклад, дотримуючись цитат та посилань інших дослідників. Це особливо вірно щодо матеріалів, що знаходяться у віданні корпорацій або інших організацій, які можуть не наймати архіваріуса і, отже, не знати про обсяг чи зміст своїх матеріалів.
У дуже обмежених архівах доступ може бути обмежений тільки для осіб з певними повноваженнями або зв'язками з такими установами, як університети, і лише з установами певного рівня. Тим, у кого немає необхідних повноважень, можливо, знадобиться запитати рекомендаційні листи від окремої особи або установи для надання до архіву.

## Пошук матеріалів в архівах
Архіви зазвичай містять унікальні матеріали, і їх організація також може бути повністю унікальними або унікальними для установи або організації, які їх обслуговують. Це одна з важливих відмінностей від бібліотек, де матеріали організовані відповідно до стандартизованих систем класифікації. Традиційно архіви дотримувалися принципу поваги до фондів, за якого зберігається походження та вихідний порядок, хоча деякі зміни, фізичні чи інтелектуальні, можуть бути виконані архіваріусом, щоб полегшити його використання. Основним посібником для опису архівів є Міжнародний стандарт опису архівів (загальний) (ISAD/G або ISAD), розроблений Міжнародною радою архівів (ICA). Американські установи також можуть керуватися описом архівів: стандартом змісту (DACS), а Канаді — Правилами архівного опису (RAD). Розуміння того, як створюються архівні описи та засоби пошуку, відоме як архівний інтелект.
На додаток до цих стандартів та правил для створення паперових копій та онлайн-списків та каталогів, архівісти можуть також надавати доступ до своїх каталогів через API або через стандарти кодування EAD (Закодований архівний опис) (що стосується фондів, серій та елементів) та EAC (Закодований архівний контекст) (організації та люди, що створили архіви).
Засоби пошуку — це звичайний довідковий інструмент, створений архівістами для пошуку матеріалів. Вони бувають різних форм, таких як регістри, карткові каталоги чи інвентар. Багато засобів пошуку архівних документів тепер розміщено в Інтернеті у вигляді веб-сторінок або завантажено у вигляді документів, наприклад, у Бібліотеці Конгресу 'Рідкісні книги та спеціальні колекції. Рівень деталізації засобів пошуку може змінюватись від докладних описів на рівні елементів до грубих описів на рівні колекції. Якщо в архіві є велика кількість необроблених матеріалів, може взагалі не надати жодної допомоги. Приблизно з 2005 року ідеологія, відома як «більше продукту, менше процесу», або MPLP, була прийнята в багатьох північноамериканських архівах збору даних, які прагнуть скоротити час обробки або зменшити кількість невиконаних робіт, щоб надати доступ до матеріалів швидше, результати якого можна мінімально описати.
Хоча більшість архівних репозиторіїв вітають дослідників і мають професійний персонал, якому доручено надавати їм допомогу, велика кількість записів означає, що допоміжні засоби можуть мати лише обмежену корисність: дослідник повинен буде ритися у великій кількості документів у пошуках матеріалу, що відноситься до його конкретного запиту. Деякі записи можуть бути закриті для публічного доступу з причин конфіденційності; та інші можуть бути написані архаїчним почерком, стародавніми або іноземними мовами або в технічній термінології. Архівні документи, як правило, створювалися для безпосередніх практичних чи адміністративних цілей, а не для користі майбутніх дослідників, і можуть знадобитися додаткові контекстні дослідження, щоб розібратися в них. Багато з цих проблем посилюються, коли записи все ще знаходяться на зберіганні у генеруючого органу або в приватних руках, коли власники або зберігачі можуть не бажати надавати доступ до зовнішніх запитів, і де засоби пошуку можуть бути ще рудиментарнішими або відсутніми.

## Консультації з архівними матеріалами
Архівні матеріали зазвичай зберігаються в закритих стопках і не перебувають у обігу. Користувачі вимагають доступу до конкретних матеріалів з архівів і можуть звертатися до них тільки на місці. Після визначення відповідного запису за допомогою засобу пошуку або іншого інструмента виявлення користувачеві може знадобитися відправити запит до архіву, наприклад, використовуючи форму запиту. Якщо частина архіву знаходиться в окремій будівлі або об'єкті, на пошук матеріалів потрібно дні або тижні, що вимагає від користувача подання запитів перед консультацією на місці.

## Зовнішні та електронні матеріали
Все більше і більше архівних матеріалів оцифровуються або народжуються в цифровому вигляді, що дозволяє отримати доступ до них за межами сайту через Інтернет або інші мережеві служби. Архіви, у яких є цифрові матеріали, доступні для громадськості, можуть зробити свої фонди доступними для пошуку в Інтернеті шляхом спільного використання або розкриття своїх електронних каталогів та/або метаданих, використовуючи такі стандарти, як Протокол Open Archives Initiative для збору метаданих (OAI-PMH). Деякі установи мають онлайн-портали, на яких користувачі можуть вільно отримувати доступ до цифрових матеріалів, наданих архівом, таким як Архів Нью-Йоркської публічної бібліотеки або Архів Смітсонівського інституту. Уряди та пов'язані з ними установи можуть використовувати ці «електронні» або «віртуальні» читальні зали для завантаження документів та матеріалів, які були запрошені громадськістю, наприклад, за допомогою запитів FOIA або відповідно до політик розкриття записів.

### Бібліотечне керівництво з архівних досліджень
- Guide to Archival Research (Dalhouse University)
- Archival Research Guide (Georgetown University Library)
- A Guide to Archival Research (Emory Libraries)
- Introduction to Archival Research (Duke University Libraries)
- Archival Research: Why Archival Research (Georgia State University)
- Doing Archival Research (Williams College)
- Conducting Archival Research (University of the Witwatersrand)